# Marjorie Bennett
Marjorie Bennett (15 de janeiro de 1896 – 14 de junho de 1982) foi uma atriz australiana que trabalhou principalmente no Reino Unido e nos Estados Unidos. Ela começou sua carreira de atriz durante a era do cinema mudo.

## Início da vida
Bennett nasceu em York, na Austrália Ocidental. Suas irmãs Enid (1893–1969) e Catherine (1901–1978) também foram atrizes de cinema de Hollywood.

## Carreira
Bennett começou a atuar em filmes em 1917 e mais tarde fez a transição para o cinema falado com pequenos papéis em Monsieur Verdoux (1947), Abbott and Costello Meet the Killer, Boris Karloff (1949), e Washington Story (1952). Em 1952, ela apareceu como senhoria de Charlie Chaplin no filme Limelight e mais tarde teve papéis especiais em The Great Gildersleeve, Four Star Playhouse, Sergeant Preston of the Yukon, I Love Lucy, Schlitz Playhouse of Stars, e December Bride. Entre 1958 e 1961, ela apareceu como Amanda Comstock em três episódios de The Real McCoys, da ABC, estrelado por Walter Brennan. De 1959 a 1961, ela foi escalada dez vezes como Blossom Kenney em The Many Loves of Dobie Gillis, da CBS, estrelado por Dwayne Hickman.
Durante a década de 1970, Bennett teve papéis na televisão em Mission: Impossible, Adam-12, CHiPs, Night Gallery, McMillan & Wife, e Phyllis. Ela teve um papel ao lado de Richard Widmark no telefilme de 1973, Brock's Last Case. No filme Charley Varrick de 1973, estrelado por Walter Matthau, Bennett interpretou a Sra. Taft, uma jardineira idosa que mora em um estacionamento de trailers e está convencida de que todo homem que conhece quer seduzi-la. Bennett também apareceu em vários comerciais de televisão na década de 1970. Ela fez sua última aparição na tela em 1980, na série Barney Miller da ABC.

## Vida pessoal
Bennett foi casada com William Cady Jr., de 1932 até sua morte em 1976.
Bennett morreu em Hollywood, Califórnia, em 14 de junho de 1982 aos 86 anos, e suas cinzas foram enterradas no Great Mausoleum's Columbarium of Dawn no Forest Lawn Memorial Park em Glendale.

## Filmografia
| Cinema    | Cinema                                             | Cinema                                       | Cinema                                             |
| Ano       | Título                                             | Personagem                                   | Notas                                              |
| --------- | -------------------------------------------------- | -------------------------------------------- | -------------------------------------------------- |
| 1917      | The Girl, Glory                                    | Sally Barton                                 | Creditada como Margery Bennett                     |
| 1918      | Naughty, Naughty!                                  | Prudence Sampson                             |                                                    |
| 1918      | Hugon, The Mighty                                  | Marie                                        |                                                    |
| 1918      | The Midnight Patrol                                | Minnie                                       |                                                    |
| 1946      | Dressed to Kill                                    | Assistente de loja de antiguidades           | Sem créditos                                       |
| 1947      | Monsieur Verdoux                                   | Empregada doméstica de Marie Grosnay         |                                                    |
| 1948      | To the Victor                                      | Modelo de Pablo                              | Sem créditos                                       |
| 1948      | Silver River                                       | Mulher Grande                                | Sem créditos                                       |
| 1948      | The Big Punch                                      | Empregada                                    | Sem créditos                                       |
| 1948      | June Bride                                         | Sra. Nellie Brinker                          |                                                    |
| 1949      | Flaxy Martin                                       | Vizinha de Nora                              | Sem créditos                                       |
| 1949      | Take One False Step                                | Garçonete                                    | Sem créditos                                       |
| 1949      | Abbott and Costello Meet the Killer, Boris Karloff | Segunda Empregada                            | Sem créditos                                       |
| 1949      | Undertow                                           | Esposa em bar em Las Vegas                   | Sem créditos                                       |
| 1950      | Perfect Strangers                                  | Sra. Moore                                   |                                                    |
| 1950      | Peggy                                              | Flossie, a empregada                         | Sem créditos                                       |
| 1950      | Two Flags West                                     | Sra. Simpkins                                | Sem créditos                                       |
| 1950      | The Man Who Cheated Himself                        | Sra. Muriel Quimby                           |                                                    |
| 1951      | Lightning Strikes Twice                            | Cliente de drogaria                          | Sem créditos                                       |
| 1952      | The Congregation                                   |                                              |                                                    |
| 1952      | Washington Story                                   | Mulher com passe                             | Sem créditos                                       |
| 1952      | Limelight                                          | Sra. Alsop                                   |                                                    |
| 1952      | The Steel Trap                                     | Mulher da limpeza                            | Sem créditos                                       |
| 1953      | Never Wave at a WAC                                | Sra. Martha Pratt                            | Sem créditos                                       |
| 1953      | Abbott and Costello Meet Dr. Jekyll and Mr. Hyde   | Mulher militante na caixa de sabão           | Sem créditos                                       |
| 1953      | So Big                                             | Empregada                                    | Sem créditos                                       |
| 1954      | Ma and Pa Kettle at Home                           | Vendedora de espartilhos                     | Sem créditos                                       |
| 1954      | Sabrina                                            | Margaret                                     |                                                    |
| 1954      | The Human Jungle                                   | Sra. Lee                                     | Sem créditos                                       |
| 1954      | Ricochet Romance                                   | Sra. Harvey                                  |                                                    |
| 1954      | Young at Heart                                     | Sra. Ridgefield                              | Sem créditos                                       |
| 1955      | Abbott and Costello Meet the Keystone Kops         | Patrona gorda do filme                       | Sem créditos                                       |
| 1955      | Kiss Me Deadly                                     | Gerente                                      |                                                    |
| 1955      | The Cobweb                                         | Sadie                                        |                                                    |
| 1955      | Lay That Rifle Down                                | Sra. Speckleton                              | Sem créditos                                       |
| 1955      | Female on the Beach                                | Sra. Murchison                               |                                                    |
| 1955      | The Girl Rush                                      | Mulher na mesa de dados                      |                                                    |
| 1956      | Our Miss Brooks                                    | Sra. J. Boynton                              | Sem créditos                                       |
| 1956      | Autumn Leaves                                      | Garçonete                                    |                                                    |
| 1956      | Strange Intruder                                   | Jodie, empregada doméstica de Carmichaels    |                                                    |
| 1956      | The Girl He Left Behind                            | Amiga de Madeline                            | Sem créditos                                       |
| 1956      | Death of a Scoundrel                               | Mulher irritada                              | Sem créditos                                       |
| 1957      | The Iron Sheriff                                   | Nettie Holcomb                               | Sem créditos                                       |
| 1957      | Shoot-Out at Medicine Bend                         | Mulher da cidade                             | Sem créditos                                       |
| 1957      | Man of a Thousand Faces                            | Vera, governanta                             | Sem créditos                                       |
| 1958      | Man on Fire                                        | Sra. Delaney                                 | Sem créditos                                       |
| 1958      | Cry Terror!                                        | Mulher no elevador                           | Sem créditos                                       |
| 1958      | Home Before Dark                                   | Hazel Evans                                  |                                                    |
| 1959      | No Name on the Bullet                              | Cliente da loja                              | Sem créditos                                       |
| 1959      | Holiday for Lovers                                 | Elvira                                       | Sem créditos                                       |
| 1959      | Have Rocket, Will Travel                           | Sra. Hermine Huntingford                     | Sem créditos                                       |
| 1959      | Career                                             | Colunista da Fan Magazine                    |                                                    |
| 1960      | The Rat Race                                       | Sra. Edie Kerry                              |                                                    |
| 1960      | Ocean's 11                                         | Sra. Allenby                                 | Sem créditos                                       |
| 1961      | One Hundred and One Dalmatians                     | Duquesa                                      | Voz                                                |
| 1961      | A Thunder of Drums                                 | Sra. Yates                                   |                                                    |
| 1961      | Summer and Smoke                                   | Vendedora                                    | Sem créditos                                       |
| 1961      | Sail a Crooked Ship                                | Sra. Chowder                                 |                                                    |
| 1962      | Saintly Sinners                                    | Sra. Madigan                                 | Sem créditos                                       |
| 1962      | The Notorious Landlady                             | Caçadora de Autógrafos                       | Sem créditos                                       |
| 1962      | What Ever Happened to Baby Jane?                   | Dehlia Flagg                                 |                                                    |
| 1962      | Girls! Girls! Girls!                               | Sra. Dicks                                   | Sem créditos                                       |
| 1963      | Promises! Promises!                                | Sra. Snavely                                 |                                                    |
| 1963      | 4 for Texas                                        | Miss Emmaline                                |                                                    |
| 1963      | The Man from Galveston                             | Sra. Warren                                  |                                                    |
| 1964      | What a Way to Go!                                  | Sra. Freeman                                 | Sem créditos                                       |
| 1964      | 3 Nuts in Search of a Bolt                         | Sra. Berkeley-Kent                           |                                                    |
| 1964      | The New Interns                                    | Superintendente de Apartamento               | Sem créditos                                       |
| 1964      | Mary Poppins                                       | Miss Lark                                    |                                                    |
| 1964      | Quick, Before It Melts                             | Empregada de bar                             |                                                    |
| 1964      | My Fair Lady                                       | Cockney com Cachimbo                         | Sem créditos                                       |
| 1964      | 36 Hours                                           | Faxineira                                    |                                                    |
| 1964      | The Night Walker                                   | Gerente                                      |                                                    |
| 1965      | Zebra in the Kitchen                               | Mulher robusta                               | Sem créditos                                       |
| 1965      | The Family Jewels                                  | Passageira aérea #5                          |                                                    |
| 1966      | Billy the Kid Versus Dracula                       | Mary Ann Bentley                             |                                                    |
| 1966      | The Swinger                                        | Esposa de Philbert                           | Sem créditos                                       |
| 1967      | The Reluctant Astronaut                            | Mulher na caixa de correio                   | Sem créditos                                       |
| 1967      | Games                                              | Nora                                         |                                                    |
| 1968      | Coogan's Bluff                                     | Sra. Fowler, velhinha                        |                                                    |
| 1968      | Creature of Comfort                                |                                              |                                                    |
| 1969      | The Love God?                                      | Miss Pickering                               |                                                    |
| 1971      | Calliope                                           | Senhora Snoopy                               | Título alternativo: Love Is Catching               |
| 1973      | Stacey                                             | Florence Chambers                            |                                                    |
| 1973      | Charley Varrick                                    | Sra. Taft                                    | Título alternativo: Kill Charley Varrick           |
| 1974      | Harrad Summer                                      |                                              |                                                    |
| 1974      | Airport 1975                                       | Comemoradora do 50º Aniversário – Passageira |                                                    |
| 1975      | I Wonder Who's Killing Her Now?                    | Bartender sonolenta                          |                                                    |
| 1979      | The North Avenue Irregulars                        | Mãe Thurber                                  | Título alternativo: Hill's Angels                  |
| Televisão |                                                    |                                              |                                                    |
| Ano       | Título                                             | Personagem                                   | Notas                                              |
| 1951      | The Adventures of Wild Bill Hickok                 | Viúva                                        | 1 episódio                                         |
| 1952      | Racket Squad                                       | Sra. Fogarty                                 | 1 episódio                                         |
| 1953      | The Pride of the Family                            | Sra. Mallory                                 | 1 episódio                                         |
| 1954      | My Little Margie                                   | Miss Flannigan/A Velha Ladra                 | 1 episódio                                         |
| 1954–1957 | Lassie                                             | Birdie Brockway                              | 5 episódios                                        |
| 1955      | I Married Joan                                     | Ruth                                         | 1 episódio                                         |
| 1955–1958 | The Bob Cummings Show                              | Sra. Neimeyer                                | 4 episódios                                        |
| 1956      | Cheyenne                                           | Sra. Smallwood                               | 1 episódio                                         |
| 1957      | Alfred Hitchcock Presents                          | Senhora do Bolo (sem créditos)               | 2ª Temporada, Episódio 33: "A Man Greatly Beloved" |
| 1957      | The Ford Television Theatre                        | Sra. Morris                                  | 1 episódio                                         |
| 1958      | Trackdown                                          | Hetty Lake                                   | 1 episódio                                         |
| 1958–1959 | The Thin Man                                       | Sra. Blascombe                               | 3 episódios                                        |
| 1958–1961 | The Real McCoys                                    | Amanda Comstock                              | 3 episódios                                        |
| 1959-1961 | The Many Loves of Dobie Gillis                     | Blossom Kenney                               | 10 episódios                                       |
| 1959      | Buckskin                                           | Sra. Newcombe                                | 1 episódio                                         |
| 1960      | Adventures in Paradise                             | Agnes Higgins                                | 1 episódio                                         |
| 1960      | The Twilight Zone                                  | Velha                                        | Episódio: "Kick the Can"                           |
| 1960      | The Tom Ewell Show                                 | Flora Roberts                                | Episódio: "Site Unseen"                            |
| 1961      | Alfred Hitchcock Presents                          | Idosa                                        | 7ª Temporada, Episódio 3: "Maria"                  |
| 1961      | Hong Kong                                          | Matrona                                      | 1 episódio                                         |
| 1962      | Alfred Hitchcock Presents                          | Sra. Phelan, a Empregada (sem créditos)      | 7ª Temporada, Episódio 36: "First Class Honeymoon" |
| 1962      | Thriller                                           | Mercedes                                     | 1 episódio                                         |
| 1963      | The Joey Bishop Show                               | Sra. Fenton                                  | 1 episódio                                         |
| 1964      | The Alfred Hitchcock Hour                          | Senhora gorda                                | 2ª Temporada, Episódio 24: "The Gentleman Caller"  |
| 1964      | The Beverly Hillbillies                            | Sra. Langwell                                | 1 episódio                                         |
| 1965      | Petticoat Junction                                 | Miss Hogan                                   | 1 episódio                                         |
| 1966      | Hey, Landlord                                      | Sra. Fritzell                                | 1 episódio                                         |
| 1967      | Ironside                                           | Atendente de Hotel                           | 1 episódio                                         |
| 1968      | The Virginian                                      | Soapie                                       | 1 episódio                                         |
| 1969      | The Mothers-in-Law                                 | Lucille                                      | Episódio: "The Not-So-Grand Opera"                 |
| 1969      | Room 222                                           | A Supervisora                                | Episódio: "Alice in Blunderland"                   |
| 1970      | The Mod Squad                                      | Sra. MacCready                               | 1 episódio                                         |
| 1971      | Nanny and the Professor                            | Tia Agatha                                   | 1 episódio                                         |
| 1971      | Adam-12                                            | Sra. Sarah Pierce                            | Episódio: "The Poachers"                           |
| 1972      | O'Hara, U.S. Treasury                              | Agnes Howett                                 | 1 episódio                                         |
| 1973      | The Rookies                                        | Sra. Gleason                                 | 1 episódio                                         |
| 1974      | Rhoda                                              | Sra. Fosner                                  | 1 episódio                                         |
| 1975      | Happy Days                                         | Lady                                         | 1 episódio                                         |
| 1975      | Barney Miller                                      | Sra. Richline                                | "The Stakeout" (T1E6)                              |
| 1976      | Sherlock Holmes in New York                        | Sra. Martha Hudson                           | Telefilme                                          |
| 1977–1978 | CHiPs                                              | Sra. Downey                                  | 3 episódios                                        |
| 1979      | Better Late Than Never                             | Marjorie Crane                               | Telefilme                                          |
| 1980      | Barney Miller                                      | Miss Stratton                                | (último papel)                                     |